# Ptose (ogen)
Ptose (Grieks: πτῶσις ptōsis, val) is het afhangen van een of beide bovenste oogleden.
Ptose kan vele verschillende oorzaken hebben en kan zowel aangeboren als verworven zijn.

## Classificatie
De oorzaak van ptose wordt als volgt geclassificeerd:
1. Neurogene ptose wordt veroorzaakt door een defecte innervatie. Dit kan bijvoorbeeld gebeuren bij het beschadiging van de derde hersenzenuw, de nervus oculomotorius, en bij het syndroom van Horner. Dan is het echter de musculus tarsalis, al wordt dit ook wel een ptose genoemd.
2. Myogene ptose wordt veroorzaakt door myopathie van de musculus levator palpebrae superioris zelf of door neuromyopathie. Verworven myogene ptose komt voor bij myasthenia gravis, myotone dystrofie en progressieve externe oftalmoplegie.
3. Aponeurotische ptose ontstaat door een defect in de levatoraponeurose.
4. Mechanische ptose ontstaat door een ongeval, ooglidzwelling (tumor) of ontsteking (oedeem, cellulitis).